# Enteignung der Armenier in der Türkei

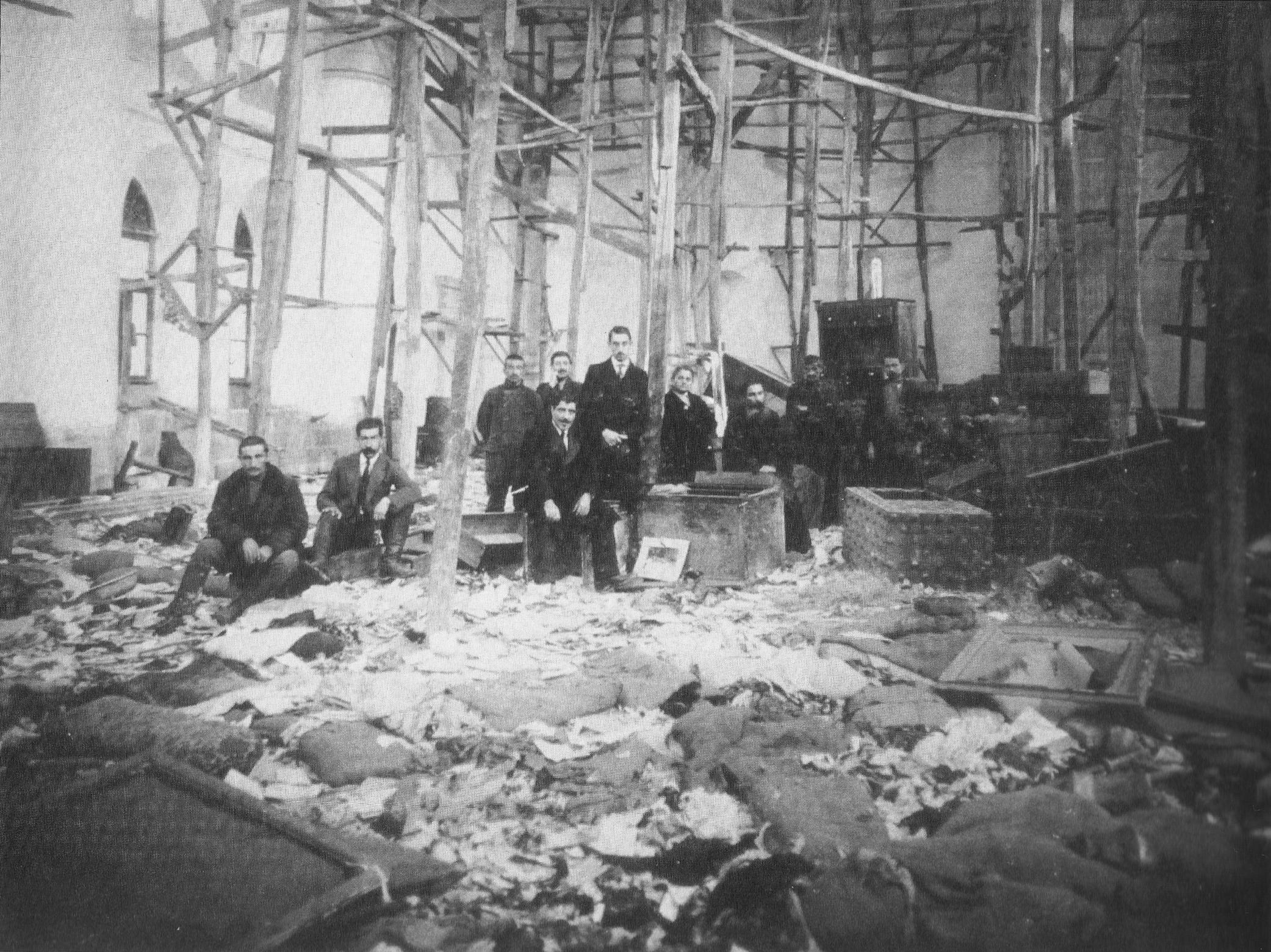
Auktion konfiszierter armenischer Güter in einer armenischen Kirche 1918 in Trabzon nach dem Völkermord.

Die Enteignung der Armenier in der Türkei war ein Prozess, in dessen Verlauf neben der vollständigen Deportation der armenischen Bevölkerung Anatoliens 1915 Eigentum, Vermögen sowie Ländereien von Armeniern und anderen christlichen Minderheiten von der osmanischen bzw. türkischen Regierung konfisziert wurde. Das konfiszierte Eigentum der nicht-muslimischen Minderheit stellte die wirtschaftliche Grundlage der türkischen Republik dar. Die Aneignung und Plünderung der armenischen, aber auch griechischen und jüdischen Vermögen fungierte ebenfalls als Grundlage für die Schaffung einer neuen türkischen Bourgeoisie.
Zahlreiche Personen und türkische Unternehmen, darunter die Industriellenfamilien Sabancı und Koç, profitierten direkt oder indirekt von der Vertreibung und Eliminierung der Armenier und der Konfiszierung ihrer Besitztümer.

## Geschichte

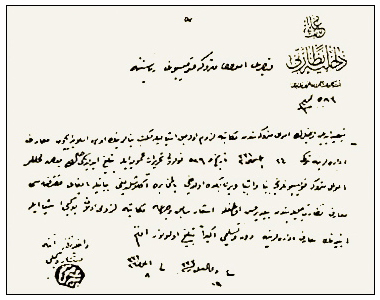
Anordnung vom 22. Juni 1915 über die Konfiszierung der armenischen Schulen und deren Vergabe an moslemische Muhacir (Osmanisches Archiv des Ministerpräsidialamts)

### Enteignung im Zuge des Völkermords
Am 16. Mai 1915 wurde während des Völkermords an den Armeniern ein Edikt erlassen, die Armenier zu enteignen. Das Gesetz sah die Gründung von besonderen Komitees vor, die Listen und Berichte über all das „aufgegebene“ armenische Eigentum ausarbeiteten und die Güter und Waren „im Namen der Deportierten“ in sichere Verwahrung brachten. Vergängliche Güter und Tiere sollten verkauft und die Einnahmen im Namen der Eigentümer hinterlegt werden. Bauernhöfe, Olivenhaine, Häuser, Weingüter wurden unter den türkischen Flüchtlingen verteilt. Gebäude, die die türkischen Neuankömmlinge nicht annahmen, wurden öffentlich versteigert.
Am 29. Mai 1915 verabschiedete das Komitee für Einheit und Fortschritt das Tehcir-Gesetz, das die Deportation von Personen autorisierte, die als Bedrohung für die öffentliche Sicherheit eingeschätzt wurden.:S. 186–188

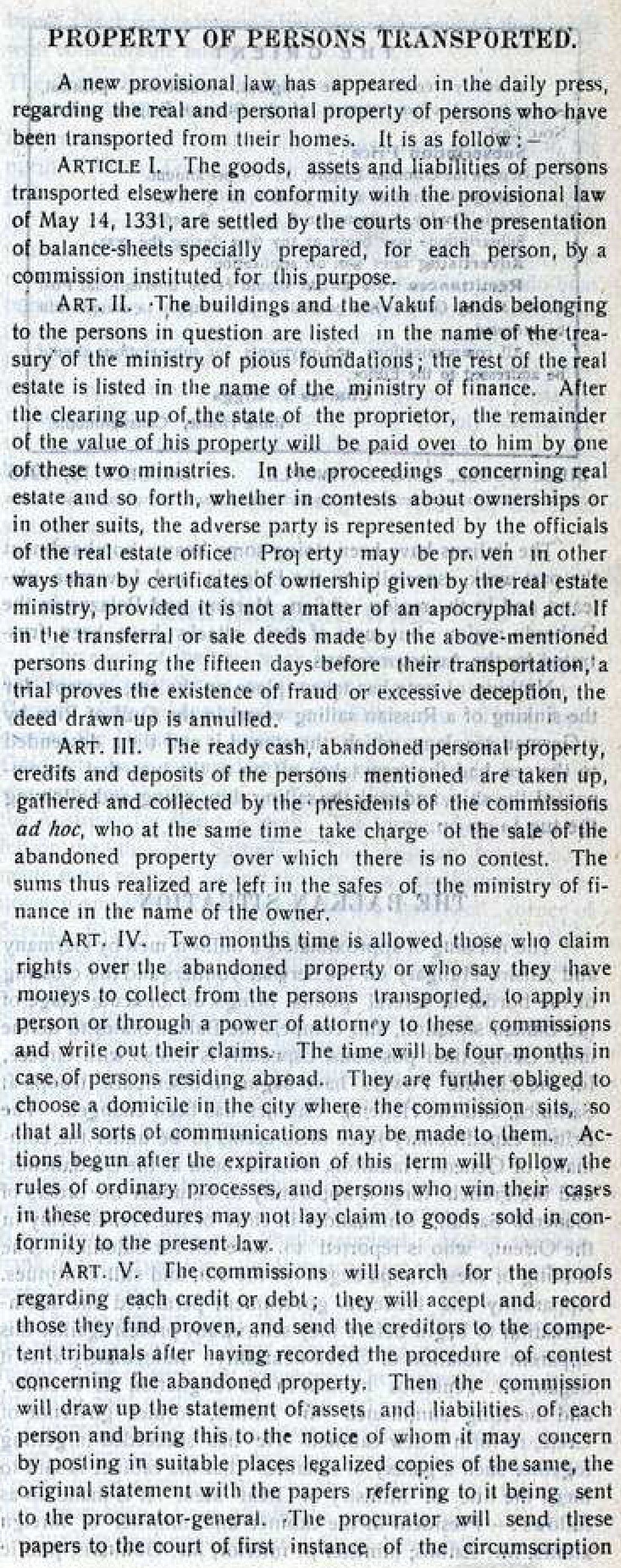
Das „Temporäre Gesetz der Zwangsenteignung und Konfiszierung“ wurde am 23. Oktober 1915 in der englischsprachigen osmanischen Zeitung The Orient veröffentlicht, das alle elf Artikel veröffentlichte.

Ein anderes Gesetz wurde am 13. September 1915 verabschiedet, genannt „Temporäres Gesetz der Zwangsenteignung und Konfiszierung“, das besagte, dass das Armeniern gehörende Eigentum, einschließlich Ländereien, Viehbestand und Häuser, von den Behörden entschädigungslos konfisziert werden konnte. Rechtsexperten beschreiben das Gesetz als „Legalisierung von Raub“. Das Gesetz regelte detailliert, wie Ansprüche registriert werden konnten. Dieses Gesetz wurde vom osmanischen Parlamentsabgeordneten Ahmed Rızâ abgelehnt:

“It is unlawful to designate the Armenian assets as „abandoned goods“ for the Armenians, the proprietors, did not abandon their properties voluntarily; they were forcibly, compulsorily removed from their domiciles and exiled. Now the government through its efforts is selling their goods… If we are a constitutional regime functioning in accordance with constitutional law we can’t do this. This is atrocious. Grab my arm, eject me from my village, then sell my goods and properties, such a thing can never be permissible. Neither the conscience of the Ottomans nor the law can allow it.”

„Es ist gesetzeswidrig, das armenische Vermögen für die Armenier als „aufgegebene Güter“ zu klassifizieren, die Eigentümer gaben ihr Eigentum nicht freiwillig auf; sie wurden gewaltsam und erzwungenermaßen von ihren Wohnorten verschleppt und vertrieben. Nun verkauft die Regierung in ihrem Bemühungen deren Güter… Falls wir ein verfassungsmäßiges Regime wären, das im Einklang mit dem Verfassungsrecht arbeitet, können wir dies nicht machen. Das ist grauenhaft. Nimm mich am Arm, wirf mich aus meinem Dorf, verkaufe dann meine Waren und mein Eigentum, so etwas ist nie zulässig. Dies erlaubt weder das Gewissen der Osmanen noch das Gesetz.“

Der türkische Geschichtswissenschaftler Uğur Ümit Üngör erklärt in seinem Artikel Seeing like a nation-state: Young Turk social engineering in Eastern Turkey, 1913–50:

“The elimination of the Armenian population left the state an infrastructure of Armenian property, which was used for the progress of Turkish (settler) communities. In other words: the construction of an étatist Turkish ‘national economy’ was unthinkable without the destruction and expropriation of Armenians.”

„Die Beseitigung der armenischen Bevölkerung hinterließ dem Staat eine Infrastruktur an armenischem Eigentum, das für den Fortgang der türkischen (Siedler-)Gemeinden genutzt wurde. In anderen Worten: Der Aufbau einer etatistischen türkischen ‘Nationalökonomie’ war ohne die Vernichtung und Enteignung der Armenier undenkbar.“

### Konfiszierung in der Türkei
Am 15. April 1923, kurz vor der Unterzeichnung des Lausanner Vertrags, konfiszierte der Staat durch ein Gesetz namens „Gesetz der Aufgegebenen Eigentümer“ im Zuge des Türkischen Befreiungskrieges die Besitztümer aller Armenier, die nicht mehr anwesend waren.
Nach der Unterzeichnung des Deutsch-türkischen Freundschaftsvertrages 1941 mit dem nationalsozialistischen Deutschen Reich trieb die türkische Regierung eine Kapitalsteuer ein, die Varlık Vergisi, welche die nichtmuslimischen Bürger der Türkei unverhältnismäßig hart traf. Als Folge der Nichtzahlung der Steuer sammelte die türkische Regierung 324 Millionen Lira (270 Millionen $ zu der Zeit) durch die Konfiszierung nichtmuslimischer Eigentümer ein.
1974 wurde ein neues Gesetz verabschiedet, welches besagte, dass nichtmuslimische Treuhandschaften nicht mehr besitzen dürfen, als unter ihrem Namen 1936 registriert war. Als Folge dessen wurden mehr als 1400 Besitztümer von Stiftungen der Istanbuler Armeniergemeinde ab dem Jahr 1936 rückwirkend zu illegalem Erwerb erklärt und vom Staat beschlagnahmt. Dies umfasste Kirchen, Schulen, Wohnbauten, Krankenhäuser, Sommercamps, Friedhöfe und Waisenhäuser.
Als Versuch, die Türkei mit EU-Standards in Einklang zu bringen, wurde durch die Demokratischen Linkspartei (DSP) unter Ministerpräsident Bülent Ecevit die Offenlegung der osmanischen Landregistrierung, Schriftgüter und Urkunden in Erwägung gezogen. Dies wurde nach einer Warnung des Nationalen Sicherheitsrates der türkischen Streitkräfte von der regierenden islamischen AKP am 26. August 2005 abgelehnt:

“The Ottoman records kept at the Land Register and Cadaster Surveys General Directorate offices must be sealed and not available to the public, as they have the potential to be exploited by alleged genocide claims and property claims against the State Charitable Foundation assets. Opening them to general public use is against state interests.”

„Die osmanischen Aufzeichnungen, die in den Generaldirektionsbüros der Grundbuch- und Katastererhebung aufbewahrt werden, müssen verschlossen und der Öffentlichkeit nicht zugänglich gemacht werden, da sie das Potential haben, von den Behauptungen zum angeblichen Völkermord und Eigentumsansprüchen gegen die Vermögen des Staatlichen Wohltätigkeitsstiftung ausgenutzt zu werden. Die Öffnung derer zum allgemeinen öffentlichen Gebrauch ist gegen die Interessen des Staates.“

Am 15. Juni 2011 stimmte das United States House Foreign Affairs Committee mit 43 zu 1 für die Unterstützung einer Resolution (House Resolution 306), die die Republik Türkei dazu aufruft, „ihr christliches Erbe zu schützen und die konfiszierten Kircheneigentümer zurückzugeben.“

## Heutige Einschätzung
Die Hrant-Dink-Stiftung gibt an, dass 661 Eigentümer allein in Istanbul von der osmanischen und der späteren türkischen Regierung enteignet wurden, wodurch nur noch 580 der 1.328 Eigentümer übrig bleiben, welche von den 53 armenischen Stiftungen genutzt und betrieben werden (Schulen, Kirchen, Krankenhäuser etc.). Das Schicksal der verbliebenen 87 konnte nicht festgestellt werden. Von den 661 enteigneten Eigentümern wurden bislang lediglich 143 (21,6 %) den Stiftungen zurückgegeben.
Die Hrant-Dink-Stiftung forschte lange Zeit über die Enteignungen und bietet heute Beschreibungen, Fotografien und Grenzlinien auf ihrer interaktiven Kartenquelle.